# Tréguier
Tréguier (bret. Landreger) – miejscowość i gmina we Francji, w regionie Bretania, w departamencie Côtes-d’Armor, historyczna stolica krainy Trégor oraz siedziba biskupstwa.
Według danych na rok 1990 gminę zamieszkiwało 2799 osób, a gęstość zaludnienia wynosiła 1841 osób/km² (wśród 1269 gmin Bretanii Tréguier plasuje się na 203. miejscu pod względem liczby ludności, natomiast pod względem powierzchni na miejscu 1098.).